# Bezvučni alveolarni frikativ
Bezvučni alveolarni frikativ naziv je za više suglasnika od kojih je najčešći bezvučni alveolarni sibilant koji se u međunarodnoj fonetskoj abecedi označava simbolom [s].
Glas postoji u velikoj većini svjetskih jezika, a bitan su izuzetak jezici australskih urođenika.
Glas postoji u standardnom hrvatskom i svim dijalektima, ali obično je zuban, a ne alveolaran; svi pravopisi hrvatskog jezika također se koriste simbolom s (vidjeti slovo s).
Karakteristike su ovoga glasa:
- po načinu tvorbe jest sibilant
- po mjestu tvorbe jest alveolarni suglasnik
- po zvučnosti jest bezvučan.